# Y tế công cộng
Y tế công cộng là khoa học và nghệ thuật phòng bệnh, kéo dài tuổi thọ và tăng cường sức khỏe thông qua những cố gắng có tổ chức của xã hội
Sức khoẻ có nhiều định nghĩa khác nhau theo nhiều tổ chức.Tổ chức y tế thế giới, cơ quan của Liên Hợp Quốc, đặt tiêu chuẩn và cung cấp chương trình kiểm soát bệnh tật đã định nghĩa sức khỏe là:"tình trạng hoàn toàn thoải mái cả về thể chất, tinh thần và các quan hệ xã hội chứ không phải đơn giản là tình trạng không có bệnh hay ốm yếu". Các chuyên gia y tế công cộng cho rằng định nghĩa này chưa đầy đủ, một số thành phần khác trong sức khỏe con người còn có dinh dưỡng, tinh thần và tri thức.
Y tế công cộng có nhiều lĩnh vực nhỏ nhưng có thể chia ra các phần: dịch tễ học, sinh thống kê và dịch vụ y tế. Những vấn đề liên quan đến môi trường, xã hội, nhân chủng học và sức khỏe nghề nghiệp cũng là lĩnh vực quan trọng trong y tế công cộng.
Trọng tâm can thiệp của y tế công cộng là phòng bệnh trước khi đến mức phải chữa bệnh thông qua việc theo dõi tình trạng và điều chỉnh hành động bảo vệ sức khỏe. Nói tóm lại, trong nhiều trường hợp thì chữa bệnh có thể gây nguy hiểm đến tính mạng hơn so với phòng bệnh từ trước, chẳng hạn như khi bùng phát bệnh lây nhiễm. Chương trình tiêm chủng vắc-xin và phân phát bao cao su là những ví dụ về các biện pháp dùng trong y tế công cộng.Tuy nhiên ngành này lương thấp và rất khó xin việc. Đa số học viên đều chọn học tại chức vừa học vừa làm.

## Khái niệm
Ở Việt Nam, ngành y tế công cộng còn mới và thường bị nhẫm lẫn với ngành y học dự phòng hay vệ sinh-dịch tễ (trước kia). Hiện nay có xu hướng sử dụng thuật ngữ "y tế công cộng" hơn vì:
- Đây là thuật ngữ đang được thế giới sử dụng rộng rãi (tiếng Anh: public health).
- Bao hàm ý nghĩa liên ngành chứ không chỉ giới hạn trong lĩnh vực y tế.

## Mục đích
Các can thiệp của y tế công cộng tập trung vào vấn đề phòng bệnh hơn là chữa bệnh thông qua giám sát các trường hợp và khuyến khích các hành động tốt cho sức khoẻ. Thêm vào đó, trong nhiều trường hợp, chữa một bệnh này có ý nghĩa sống còn để phòng ngừa các bệnh khác, chẳng hạn các vụ bùng phát dịch bệnh truyền nhiễm. Các chương trình tiêm chủng vắc-xin, vệ sinh nước sạch,môi trường là những ví dụ của công tác hoạt động y tế công cộng.
Nhiều quốc gia đã có cơ quan chính phủ riêng, thường là bộ y tế, chịu trách nhiệm về các vấn đề sức khỏe trong gia đình. Ở Hoa Kỳ, vấn đề y tế cộng đồng bắt đầu thu thập từ các cục y tế bang và địa phương. Cơ quan kiểm soát và phòng ngừa dịch bệnh(CDC)đặt tại Atlanta, mặc dù có cơ sở tại Hoa Kỳ, nhưng cũng liên quan tới nhiều vấn đề sức khỏe tại nhiều quốc gia khác mà họ chịu trách nhiệm.
Có một sự khác biệt rất lớn giữa chăm sóc sức khỏe và y tế công cộng giữa các nước đang phát triển và các nước đã phát triển. Tại các nước đang phát triển, nhiều cơ sở hạ tầng y tế công cộng vẫn còn đang được trong giai đoạn xây dựng. Có thể không đủ các cử nhân y tế được đào tạo tốt và nguồn tiền để cung cấp cho thậm chí chỉ ở mức độ cơ bản nhất trong vấn đề chăm sóc sức khỏe và phòng bệnh. Vấn đề đó kết hợp với tình trạng đói nghèo đã khiến đa số bệnh tật và tử vong hoành hành dữ dội ở các nước đang phát triển. Nhiều nước châu Phi, chính phủ dành ra dưới 10$ cho chăm sóc sức khỏe mỗi người, trong khi tại Hoa Kỳ, chính quyền liên bang chi trả xấp xỉ 4500$ một đầu người.
Nhiều bệnh tật có thể phòng tránh được một cách rất đơn giản, thậm chí bằng phương pháp không liên quan tới y học. Y tế công cộng đống một vai trò hết sức quan trọng trong nỗ lực ngăn ngừa bệnh tật tại các nước đang phát triển, cùng với hệ thống y tế địa phương thông qua các tổ chức phi chính phủ.

## Lịch sử của y tế công cộng
Y tế công cộng là khái niệm hiện đại, mặc dù nguồn gốc có từ xa xưa. Từ thời kì sơ khai của nền văn minh con người, tình trạng ô nhiễm nước và thiếu nguyên tắc trong việc bố trí rác thải có thể tạo ra véc-tơ lây truyền bệnh dịch. Nhiều tôn giáo cổ xưa cũng đã đưa ra quy định trong hành vi liên quan tới sức khỏe: từ các loại thức ăn nào thì được dùng, cho tới đánh giá hành vi nào bị coi là buông thả theo khoái cảm, chẳng hạn uống rượu hay quan hệ tình dục. Những chính phủ đã thiết lập nên nơi có quyền lãnh đạo và phát triển chính sách sức khỏe cộng đồng và những chương trình chống lại các nguyên nhân gây bệnh nhằm bảo đảm sự ổn định, an toàn, phồn vinh của quốc gia.

### Y tế công cộng thời xa xưa
Từ trước thời La Mã, người ta đã biết nhiều về y tế công cộng: những hành động can thiệp hợp lý của người làm công việc rác thải là rất cần thiết cho sức khỏe cộng đồng ở khu vực thành thị. Người Trung Quốc đã biết phát triển thói quen phòng dịch sau khi trải qua một trận dịch đậu mùa khoảng năm 1.000 trước công nguyên. Người không mắc bệnh có thể nhận được ít nhiều miễn dịch chống lại căn bệnh nhờ nuốt vảy khô của người đã nhiễm. Tương tự, trẻ em cũng có thể được bảo vệ nhờ tiêm vào cẳng tay một vết nhỏ mủ từ một người bệnh. Cách làm này chỉ xuất hiện ở phương tây những năm đầu 1700, và được sử dụng rất hạn chế. Tiêm chủng băng vắc-xin chỉ trở nên phổ biến những năm 1820, sau thành công của Edward Jenner trong việc điều trị đậu mùa.
Trong suốt thế kỷ 14, dịch chết Đen lan rộng ở châu Âu, người ta cho rằng thủ tiêu các cơ thể bị chết có giúp thể ngăn ngừa được nhiễm trùng vi khuẩn này về sau. Điều này đã giải quyết được một phần gốc rễ của dịch bệnh, tuy vậy, căn bệnh lại được lan truyền chủ yếu do bọ chét trên các loài gặm nhấm. Nhiều khu vực trong các thành phố bị đốt chát đã giúp ích rất nhiều bởi vì nó đã tiêu diệt nhiều động vật gặm nhấm mắc bệnh.
Dịch tả, đại dịch thứ hai tàn phá châu Âu từ năm 1829 tới năm 1851.

### Y tế công cộng thời hiện đại
Khi tỉ lệ mắc bệnh truyền nhiễm ở các nước phát triển giảm xuống trong thể kỷ 20, y tế công cộng bắt đầu tập trung hơn nữa vào các bệnh mãn tính như ung thư và bệnh tim. Trong khi đó, các nước đang phát triển vẫn còn đang các bệnh truyền nhiễm có thể phòng tránh được hoành hành, tàn phá, cùng với suy dinh dưỡng và nghèo đói.
Gánh nặng của chữa trị lâm sàng do người thất nghiệp, nghèo đói, nhà cửa tồi tàn và ô nhiễm môi trường lên tới 16-22% ngân sách y tế của vương quốc Anh.

### Lịch sử phát triển y tế công cộng ở Việt Nam
Từ ngày thành lập nước năm 1945, Việt Nam đã khẳng định y học dự phòng luôn là ưu tiên hàng đầu: phòng bệnh hơn chữa bệnh. Theo tinh thần đó, Việt Nam đã xây dựng một hệ thống vệ sinh dịch tễ học theo mô hình Liên Xô nhấn mạnh vào việc phòng và chống các bệnh truyền nhiễm bởi lúc đó bệnh truyền nhiễm đóng vai trò chủ yếu trong cấu trúc bệnh tật ở Việt Nam, hoàn toàn có thể khống chế được thông qua các biện pháp đặc hiệu như dùng vắc-xin và không đặc hiệu như tuyên truyền.
Trong khi đó, những tiến bộ trong cách đề cập dịch tễ học đang diễn ra tại những nước phương tây, chủ yếu là các nước nói tiếng Anh, đang ngày một mạnh mẽ. Những tiến bộ đó chỉ được đưa vào một cách không chính thức thông qua các cuốn sách dịch tễ học được những người có dịp đi học, công tác tại các nước phát triển mang về và đại học Y Hà Nội đã nghiên cứu và dần đưa vào giảng dạy đầu những năm 1980.

## 9 chức năng cơ bản của Y tế công cộng
1. Theo dõi và phân tích tình hình sức khoẻ
2. Giám sát dịch tễ học / phòng ngừa và kiểm soát dịch
3. Xây dựng chính sách và kế hoạch y tế công cộng
4. Quản lý có tính chiến lược các hệ thống và dịch vụ sức khỏe cộng đồng
5. Quy chế và thực hành pháp luật để bảo vệ sức khỏe công cộng
6. Phát triển nguồn nhân lực và lập kế hoạch trong y tế công cộng
7. Tăng cường sức khỏe, sự tham gia của xã hội trong công tác chăm sóc sức khỏe và làm cho người dân có ý thức thực hiện được đó là quyền lợi của mình
8. Đảm bảo chất lượng dịch vụ sức khỏe cho cá nhân và cho cộng đồng
9. Nghiên cứu, phát triển và thực hiện các giải pháp y tế công cộng mang tính chất đổi mới

## Những chương trình y tế công cộng
Ngày nay, hầu hết chính phủ các nước nhận thấy tầm quan trọng của những chương trình y tế công cộng trong việc làm giảm tỷ lệ mắc bệnh, tình trạng ốm yếu, và sự lão hoá, mặc dù y tế công cộng mặc dù nói chung, y tế công cộng nhận được ít hỗ trợ từ các quỹ chính phủ hơn so với y học lâm sàng.Trong những năm gần đây, những chương trình y tế công cộng đã cung ứng vắc-xin tiêm chủng đầy đủ, góp phần tăng cường sức khỏe một cách không thể tin nổi, bao gồm có việc xóa sổ bệnh đậu mùa, một bệnh dịch thảm họa của nhân loại trong hàng nghìn năm.
Một trong những kết quả quan trọng nhất của y tế công cộng là đương đầu với HIV/AIDS. Bệnh lao, căn bệnh được cho là đã từng cướp đi sinh mạng của Franz Kafka, Charlotte Brontë, và nhà soạn nhạc Franz Schubert hiện nay lại đang nổi lên như một vấn đề lớn, liên quan tới sự gia tăng tỷ lệ nhiễm HIV/AIDS và vấn đề kháng thuốc của vi khuẩn.
Một mối quan tâm khác của y tế công cộng là bệnh tiểu đường. Theo Tổ chức Y tế Thế giới năm 2006, có ít nhất 171 triệu người trên thế giới đang chịu đựng căn bệnh này. Tỷ lệ mắc phải bệnh này đang gia tăng nhanh chóng và ước tính con số này sẽ gấp đôi trước năm 2030.
Y tế công cộng còn có ảnh hưởng tới vấn đề kiểm soát hút thuốc lá. Nhiều quốc gia đã thi hành việc bước đầu cấm hút thuốc lá, chẳng hạ tăng thuế và cấm hút thuốc ở một vài hoặc tất cả các nơi công cộng. Những người khởi xướng điều này cho rằng hút thuốc lá là một trong những "kẻ sát nhân" chính tại tất cả các nước phát triển, và họ đã nỗ lực làm giảm tỷ lệ chết nhờ hạn chế hút thuốc thụ động và bằng thu hẹp cơ hội cho người hút thuốc. Những người phản đối điều này lại nói điều đó hủy hoại tự do và trách nhiệm cá nhân, (họ thường sử dụng ngữ nanny state để chỉ các cảnh sát phạt họ về điều này ở Anh).

## Các cơ sở đào tạo trọng điểm về Y tế công cộng ở Việt Nam
1. Trường Đại học Y tế công cộng: Nơi đào tạo chuyên ngành Y tế công cộng hàng đầu của Việt Nam.
2. Trường Đại học Y Hà Nội - Khoa Y tế công cộng: Nơi đầu tiên có khóa Cử nhân Y tế công cộng, Bác sĩ Y học dự phòng, Thạc sĩ, Tiến sĩ, BS CK1 YTCC. Ngoài ra Khoa YTCC - Đại học Y Hà Nội còn có các hệ đào tạo ở tất cả các cấp độ về Y học dự phòng, Dịch tễ học, Dinh dưỡng, và các chuyên ngành khac trong lĩnh vực Y tế công cộng.
3. Khoa Y tế công cộng, Đại học Y Dược thành phố Hồ Chí Minh được thành lập năm 1999. Khoa bắt đầu đào tạo cử nhân Y tế công cộng từ năm 1999 và đào tạo Bác sĩ Y học dự phòng từ năm 2008.
4. Khoa Y tế công cộng, trường Đại học Y Dược Thái Bình
5. Khoa Y tế công cộng, trường Đại học Y Dược Hải Phòng.
6. Khoa Y tế công cộng, Đại học Y khoa Vinh
7. Đại học Y dược Cần Thơ
8. Đại học Y Dược Huế.
9. Đại học Thăng Long
10. Đại học Y khoa Phạm Ngọc Thạch
11. Đại học Kỹ thuật Y - Dược Đà Nẵng